# Uwe Klein
Uwe Klein (* 11. Januar 1970 in Haiger) ist ein ehemaliger deutscher Fußballspieler und -trainer.

## Spielerkarriere
In den Jahren vor 1994 war Uwe Klein für Eintracht Haiger in der Oberliga Hessen aktiv, bevor er ab 1994 beim VfL Wolfsburg unter Vertrag stand. Mit den „Wölfen“ zog er 1995 ins DFB-Pokalfinale ein (0:3 gegen Borussia Mönchengladbach) und erreichte in der Saison 1996/97 den Aufstieg in die Bundesliga. Nach dem Aufstieg wechselte er aufgrund häufiger Verletzungen in die Regionalliga West/Südwest zu den Sportfreunden Siegen. Nach vier Spielzeiten dort wechselte er schließlich zum SpVgg EGC Wirges in die Oberliga und beendete nach der Saison 2001/02 aus gesundheitlichen Gründen seine aktive Spielerkarriere.

## Trainerkarriere
Nach dem Erlangen der Trainerlizenz erhielt er 2002 einen Vertrag bei Fortuna Düsseldorf. Dort arbeitet er seitdem als Assistenztrainer. In der Saison 2003/2004 stieg er mit Fortuna aus der Oberliga in die Regionalliga auf. Im Juni 2007 schloss Uwe Klein erfolgreich den Lehrgang des DFB zur Ausbildung zum Fußballlehrer an der Hennes-Weisweiler-Akademie ab und ist somit Inhaber der UEFA-Pro-Lizenz. In der Saison 2007/2008 schaffte man die Qualifikation für die neu geschaffene 3. Liga. In der Saison 2008/09 gelang ihm mit Düsseldorf der Aufstieg in die 2. Bundesliga und in der Saison 2011/2012 der Relegations-Aufstieg in die Bundesliga, aus der man im Folgejahr wieder abstieg. Nach der Saison 2013/14 wurde Kleins Vertrag nicht verlängert.

## Weitere Aufgaben im Sport
Im November 2014 wurde Klein Sportdirektor des Drittligisten Hansa Rostock. Für sechs Wochen bis Ende November 2015 war Klein Interims-Sportvorstand in Rostock, bis Markus Kompp als neuer Vorstandsvorsitzender auf anderes Führungspersonal setzte. Im Anschluss führte er seine Arbeit als Sportdirektor weiter, wurde jedoch zusammen mit Trainer Karsten Baumann im Dezember 2015 beurlaubt.
Am 1. Juli 2016 kehrte Uwe Klein als Leiter der Abteilung Kaderplanung und Scouting zu Fortuna Düsseldorf zurück, seit dem 1. Juni 2020 war er im Vorstand des Vereins für das Ressort Sport zuständig. Im Januar 2022 wurde er vom Aufsichtsrat freigestellt.

## Hintergrund
Uwe Klein ist verheiratet und wohnt in Düsseldorf.